# ペースノート

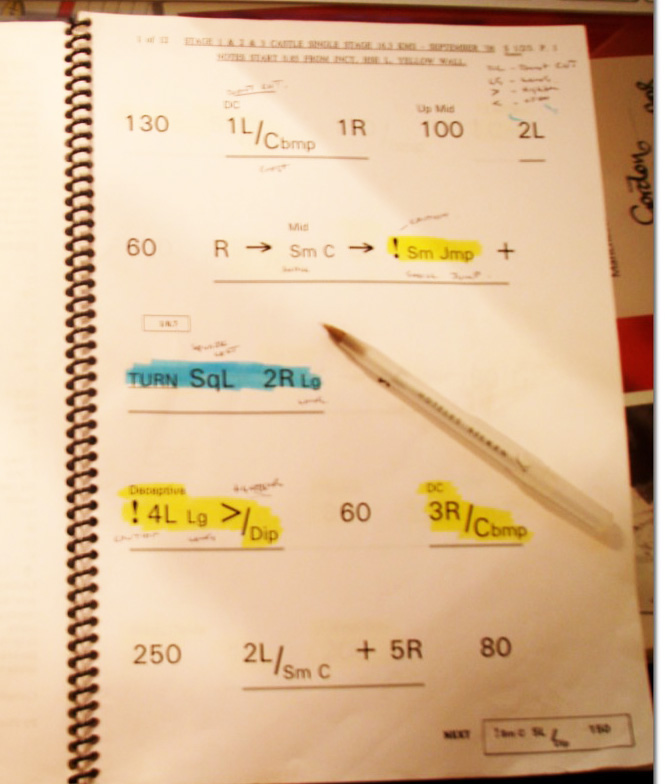
ペースノートの例

ペースノート（英: pacenotes）とは、モータースポーツ用語で、ラリーに使われるタイムトライアル区間（スペシャルステージ）の情報を記載したノートである。

## 概要
ラリーの競技は、基本的に主催者から配布される「ロードブック」で指示されたルートを走行する。ロードブックには走行距離や進行方向などを記した略地図があり、日本ではコマ図とも呼ばれる。
スプリントタイムを重視するラリーでは、交通を閉鎖した道路でタイムトライアルを行なうスペシャルステージ (SS) と呼ばれる区間が設けられる。その総延長は数百キロメートルに及ぶこともあり、整備されたサーキットを周回するレースとは違って、ドライバーがコースの全て（路面状況等含む）を暗記することはほぼ不可能である。そのため、本番前の試走（レッキ）と、SSの詳細な情報を書き込んだペースノートの作成が認められる。
レッキ中、ドライバーは運転しながらコース上の注意すべき点を読み上げていき、それを隣に座るコ・ドライバーがノートに書き留めておく。2回目以上のレッキが許されている場合、今度はコ・ドライバーがノートを読み上げ、ドライバーが訂正箇所をチェックしてノートを修正する。本番のSSアタック時にはコ・ドライバーがノートを読み上げ、ドライバーはその情報を頼りに全開走行することとなる。ペースノートの存在は競技の成績だけではなく、乗員（クルー）の安全にも関わる。
なお、SS以外の移動区間（リエゾン）ではペースノートは使用せず、ロードブックに従い法定速度で走行する。ロードブックとペースノートは根本的に用途の異なるものであるが、メディアによってしばしば混同されることがある。

## 詳細
ペースノートはB5サイズ程度の横行のリングノートが一般的。SSルートの流れに沿い、簡略な文字・数字・記号を組み合わせた速記のような形で情報を記載し、1ページずつめくりながら読み上げていく。どこまで進んだか混乱しないよう、大き目の文字サイズで書いてある。
ペースノートの書き方には定型がなく、各クルーは趣向を凝らしたペースノートを作成する。書き込みや読み上げに使う言語も各クルーの母国語であったり、共通言語の英語であったりと様々である。また、激しく揺れる車内での視認性を上げるために、レッキと本番アタックの間に清書したノートを作成するクルーもいる。
上級レベルでは事細かな情報が書き込まれるが、初級レベルでは混乱を避けるため情報量を少なくすることもある。レッキ走行に不慣れな入門者には、主催者からペースノートが配布される場合もある。
最高峰WRCレベルのワークスチームでは、未舗装路や凍結路面の状況を調べる専門クルー（グラベルノートクルーやアイスノートクルー）が競技前にペースノートのコピーを持ってSSを偵察走行する。コ・ドライバーはこれらのクルーと携帯電話で連絡を取り合い、レッキ時とは異なる最新のSS情報をペースノートに加筆する。
一例として、ペースノートに記載される内容は以下のようなものがある。
- コーナーの特徴
  - 角度 - ステアリングの切れ角を1〜8程度の段階で表す[1]。数値が小さいほど旋回半径（R）が小さいタイトなコーナー[1]。
  - 向き - 左コーナーはL、右コーナーはR[1]。
  - 長さ - s（ショート）、・（ロング）、V・（ベリーロング）など[1]。
  - 変化 - <（オープン、出口に向けて緩くなる）、>（タイトゥン、出口に向けてきつくなる）[1]。
  - コーナーのつながり - 連続コーナーは→（イントゥ）、やや距離が開く場合は+（アンド）。
  - ライン取り - KI（キープイン）、KO（キープアウト）、cut（インカット）、DCT（ドント・インカット）など。
- コーナー間の距離 - 50、80、100など10メートル単位の数字で記す。トリップメーターの実測値でなくとも、ドライバーの距離感覚にあった目測値でよい。
- 先の見通せない起伏 - C（クレスト）[1]
- 直線的に抜けられる道のうねり - kinx（キンクス）
- 補助説明 - /（オーバー）。例えば4R/Cならば「クレストを越えながらの右4度コーナー」という意味。
- 要注意 - !（コーション）、!!（ダブルコーション）、!!!（トリプルコーション）
  - 橋[1]、グレーチング[1]など、高速で通過すると車にダメージを及ぼす恐れのある段差。
  - 崖、岩などのコースアウト、クラッシュの原因となるもの。
  - ダート、路面凍結、水たまりなどの滑りやすい路面状況。
  - 車がジャンプしうるクレスト。
  - クレスト直後のコーナー、鋭角コーナー直後の障害物など、死角の先の危険要素。
- 道案内（交差点、分岐など）
- 目標物（標識、樹木など）
- コ・ドライバー自身が読み上げるタイミングの覚え書き

この他にも記載される要素は多岐にわたるが、ドライバーが瞬間的にイメージしやすいことが重要であり、レッキとSSの走行速度差にも配慮する必要がある。ペースノートを作る力・読み取る力はドライバーの感覚や経験に依る面があり、純粋な運転技術とは別の技量が求められる。また、コ・ドライバーはドライバーと距離間隔を合わせ、適切なタイミングで聞き取りやすいように情報を伝える必要がある。

### 表記例
80 2R 30 4Rsh→4L< kinx130 8Rvlgflat 40 !bump KR 5L+6R/C 50 2Rcut 20/bridge 5L>4
- 読み方：エイティー ツーライト サーティー フォーライトショート イントゥー フォーレフトオープン キンクスワンサーティー エイトライトベリーロングフラット フォーティー コーションバンプ キープライト ファイブレフト アンド シックスライトオーバークレスト フィフティー ツーライトカット トウェンティーオーバーブリッジ ファイブレフトタイトゥンフォー
- 意味：直線80 m、右2度コーナー、直線30 m、右4度ショートコーナーすぐ左4度出口ゆるいコーナー、うねった直線130 m、右8度とても長い全開コーナー、直線40 m、凸凹注意、右側キープ、左5度コーナーから起伏越えの右6度コーナー、直線50 m、インカットできる右2度コーナー、橋越えの直線20 m、左5度から4度へきつくなるコーナー